# Hapticidad

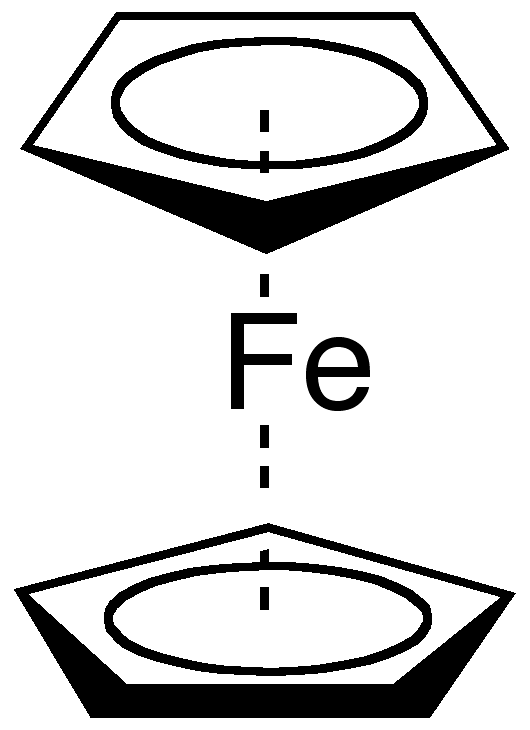
El ferroceno contiene dos ligandos η^{5}-ciclopentadienilo. Cada anillo ciclopentadienilo se coordina al hierro a través de sus cinco átomos de carbono contiguos.

La hapticidad (del griego haptein, "sujetar" o "tocar") es un concepto fundamental en química de coordinación y química organometálica que describe el modo de coordinación de un ligando a un centro metálico a través de una serie ininterrumpida y contigua de átomos. La hapticidad se denota con la letra griega η (eta) seguida de un superíndice que indica el número de átomos contiguos del ligando que están unidos directamente al metal. En general, la notación η se usa solo cuando hay más de un átomo coordinado (en caso contrario, se usa la notación κ, correspondiente a denticidad).

## Historia y nomenclatura
La necesidad de una nomenclatura adicional para los compuestos organometálicos se hizo evidente a mediados de la década de 1950 cuando Jack Dunitz, Leslie Orgel y Alexander Rich describieron la estructura del ferroceno mediante cristalografía de rayos X, donde un átomo de hierro está convertido en un "sándwich" entre dos anillos paralelos de ciclopentadienilo.
Posteriormente, Frank Albert Cotton propuso el término "hapticidad", derivado del prefijo adjetival hapto (del griego haptein, que denota contacto o combinación), colocado antes del nombre de la olefina, donde se usa la letra griega η (eta) para indicar el número de átomos contiguos del ligando olefínico que se unen al centro metálico. El término suele ser empleado para describir ligandos conteniendo sistemas π extendidos o donde una interacción agóstica no es obvia en la fórmula.

### Compuestos históricamente importantes donde los ligandos están descritos con hapticidad

Hapticidad de los ligandos ciclopentadienilo

Los metalocenos pueden tener desde hapticidad 1 a hapticidad 5 en función de si se une el metal a uno o a los 5 átomos de carbono. En un ligando η1-ciclopentadieno el metal está unido por un enlace sigma unidireccional a un átomo de carbono en concreto. en un ligando η2-ciclopentadieno el metal está unido por un enlace sigma a la densidad electrónica π de un doble enlace, quedando unido a los 2 átomos de carbono de dicho enlace doble. En un ligando η3-ciclopentadieno el metal está unido a 3 carbonos por un enlace sigma a una densidad electrónica π de tipo alilo. En un ligando η4-ciclopentadieno el metal está unido por dos enlaces sigma a la densidad electrónica π de los dos enlaces dobles del ciclopentadieno, quedando unido a 4 átomos de carbono. Finalmente, en un ligando η5-ciclopentadieno el metal está unido a los 5 átomos de carbono debido a que la densidad electrónica π del ciclobutadieno está distribuida por igual en todos sus átomos de carbono.
- Ferroceno - bis(η5-ciclopentadienil)hierro
- Uranoceno - bis(η8-1,3,5,7-ciclooctatetraeno)uranio
- W(CO)3(PPri3)2(η2-H2 ) - el primer compuesto en ser sintetizado con un ligando dihidrógeno.[4][5]
- IrCl(CO)[P(C6H5)3]2(η2-O2) - el derivado de dioxígeno que se forma reversiblemente por la oxigenación del complejo de Vaska.

## Definición y notación

### Notación η
La notación ηn (leída como "eta-n") indica que n átomos contiguos del ligando participan en la coordinación al metal. Por ejemplo:
- η1: monoháptico - un átomo coordinado
- η2: diháptico - dos átomos contiguos coordinados
- η3: triháptico - tres átomos contiguos coordinados
- η5: pentaháptico - cinco átomos contiguos coordinados
- η6: hexaháptico - seis átomos contiguos coordinados

### Distinción con otros conceptos
Es importante distinguir la hapticidad de conceptos relacionados:
- Hapticidad vs. Denticidad: La hapticidad se refiere específicamente a la coordinación a través de átomos contiguos en un sistema π conjugado, mientras que la denticidad describe la coordinación a través de átomos no necesariamente contiguos. Cuando los átomos coordinantes no son contiguos, se utiliza la notación κ en lugar de η.[1]

La hapticidad no debe confundirse con la denticidad, que se aplica a ligandos polidentados coordinados a un mismo átomo central a través de múltiples sitios de coordinación dentro del mismo ligando. En este caso los átomos de coordinación se identifican utilizando la notación κ. Por ejemplo, cuando el 1,2-bis(difenilfosfino)etano (Ph2PCH2CH2PPh2) se coordina a NiCl2, de acuerdo con las reglas de nomenclatura, el nombre del complejo que se forma es dicloro[etano-1,2-diilbis (difenilfosfano)-κ2P] níquel (II). Cuando los átomos están coordinados contiguos (conectados unos con otros) se utilizar la notación η. Por ejemplo de acuerdo con las reglas de nomenclatura de dicloruro de titanoceno es diclorobis (η5-2,4-ciclopentadienil) titanio. visto en coordinación de 1,2-bis (difenilfosfino) etano (Ph2PCH2CH2PPh2), a NiCl2 como dicloro [etano-1,2-diilbis (difenilfosfano) - κ2P] níquel (II). Si los átomos de coordinación son contiguos (conectados entre sí), se utiliza la notación η, como por ejemplo, en el dicloruro de titanoceno: diclorobis (η5-2,4 ciclopentadien-1-ilo) titanio.
| Ligando polidentado | Ligando polihapto |
| ------------------- | ----------------- |
|                     |                   |

- Hapticidad vs. Puentes (μ): La notación μ (mu) se utiliza para ligandos que actúan como puente entre dos o más centros metálicos, no debe confundirse con η.

## Cambios de hapticidad
La hapticidad de un ligando puede cambiar en el transcurso de una reacción. Por ejemplo, en la reacción redox siguiente, uno de los anillos η6-benceno cambia a η4:
Del mismo modo la hapticidad puede cambiar durante una reacción de sustitución:
Aquí los η5-ciclopentadienilo cambian a η3-ciclopentadienilo, dejando espacio en el metal para la entrada de un dador extra de 2 electrones, un ligando 'L'. Posteriormente, la eliminación de una molécula de CO y la donación de dos electrones más por el ciclopentadienilo al metal restaura la pentahapticidad del complejo de ciclopentadienilo.

## Ejemplos comunes
La notación η se encuentra en muchos compuestos de coordinación:
- Moléculas enlazadas lateralmente conteniendo enlaces σ, como H2:
  - W(CO)3(PiPr3)2(η2-H2)[4][5]
- Ligantes enlazados lateralmente, conteniendo átomos con enlaces múltiples, como el etileno en la sal de Zeise, que está unido a través de la donación de los electrones de enlace π:
  - K[PtCl3(η2-C2H4)].H2O
- Complejos relacionados que contienen ligandos π puente:
  - (μ-η2:η2-C2H2)Co2(CO)6 y (Cp*2Sm)2(μ-η2:η2- N2)[8]
  - Dioxígeno en bis{(trispirazolilborato)cobre(II)}(μ-η2:η2-O2),

Observe que con algunos ligandos puente, se observa un modo de puente alternativo, el κ1,κ1, como en (Me3SiCH2)3V(μ-N2-κ1(N),κ1(N'))V(CH2SiMe3)3 contiene una molécula de dinitrógeno puente, donde la molécula está coordinada en un extremo a los dos centros metálicos.
- El enlace de especies con enlace π puede extenderse sobre varios átomos, como en los ligandos alilo, butadieno, pero también los anillos de ciclopentadienilo o benceno pueden compartir sus electrones a lo largo de su esqueleto orgánico.
- Algunas violaciones aparentes a la regla de los 18 electrones son explicables en compuestos con hapticidades inusuales:
  - El complejo de 18 electrones de valencia (η5-C5H5)Fe(η1-C5H5)(CO)2 contiene un ciclopentadienilo enlazado en η5, and un ciclopentadienilo enlazado en η1.
  - Reducción del compuesto de 18 electrones de valencia: [Ru(η6-C6Me6)2]2+ (donde los anillos aromáticos están unidos en una coordinación η6), resulta en otro compuesto de 18 electrones: [Ru(η6-C6Me6)(η4-C6Me6)].
- Ejemplos de anillos inorgánicos y heterocíclicos coordinados en polihapto:

El Cr(η5-C4H4S)(CO)3 contiene el heterociclo de azufre tiofeno y el Cr(η6-B3N3Me6)(CO)3 contiene un anillo inorgánico coordinado (B3N3 ring).

### Electrones donados por "ligandos π" vs. hapticidad
| Ligando                                            | Electrones contribuidos (conteo neutral) | Electrones contribuidos (conteo iónico) |
| -------------------------------------------------- | ---------------------------------------- | --------------------------------------- |
| η1 Alilo                                           | 1                                        | 2                                       |
| η3-Alilo ciclopropenilo                            | 3                                        | 4                                       |
| η3-Enilo                                           | 3                                        | 4                                       |
| η2-Butadieno                                       | 2                                        | 2                                       |
| η4-Butadieno                                       | 4                                        | 4                                       |
| η1-Ciclopentadienilo                               | 1                                        | 2                                       |
| η3-Ciclopentadienilo                               | 3                                        | 4                                       |
| η5-Ciclopentadienilo pentadienilo ciclohexadienilo | 5                                        | 6                                       |
| η2-Benceno                                         | 2                                        | 2                                       |
| η4-Benceno                                         | 4                                        | 4                                       |
| η6-Benceno                                         | 6                                        | 6                                       |
| η7-Cicloheptatrienilo                              | 7                                        | 6                                       |
| η8-Ciclooctatetraenilo                             | 8                                        | 10                                      |

### Ligandos η2
- Etileno en la sal de Zeise: K[PtCl3(η2-C2H4)]
- Dihidrógeno: W(CO)3(PPri3)2(η2-H2)
- Dioxígeno: IrCl(CO)[P(C6H5)3]2(η2-O2)

### Ligandos η3
- Alilo: [Pd(η3-C3H5)Cl]2
- Ciclopropenilo: [Fe(η3-C3H3)(CO)3]+

### Ligandos η4
- 1,3-Butadieno: Fe(CO)3(η4-C4H6)
- Ciclooctadieno (COD): [Rh(η4-COD)Cl]2

### Ligandos η5
- Ciclopentadienilo (Cp): [Fe(η5-C5H5)2] (ferroceno)
- Tiofeno: Cr(η5-C4H4S)(CO)3

### Ligandos η6
- Benceno: [Cr(η6-C6H6)2]
- Hexametilbenceno: [Ru(η6-C6Me6)2]2+

## Aspectos teóricos

### Enlace químico
En ligandos multihápticos, la coordinación involucra la donación de electrones π del ligando a orbitales d vacíos del metal, y frecuentemente también retro-donación desde orbitales d ocupados del metal hacia orbitales π* antienlazantes del ligando. Esta interacción sinérgica fortalece el enlace metal-ligando.

### Regla de los 18 electrones
La hapticidad es crucial para aplicar la regla de los 18 electrones. Cada ligando ηn típicamente dona 2n electrones al conteo electrónico del metal. Por ejemplo:
- η1-alquilo dona 2 electrones
- η2-alqueno dona 4 electrones
- η5-ciclopentadienilo dona 6 electrones
- η6-areno dona 6 electrones

Algunas aparentes violaciones de la regla de 18 electrones se explican por hapticidades inusuales, como en (η5-C5H5)Fe(η1-C5H5)(CO)2, donde un anillo ciclopentadienilo es η5 y el otro es η1.

## Fluxionalidad
Muchas moléculas con ligandos polihápticos son fluxionales, exhibiendo intercambio rápido entre diferentes modos de coordinación. Dos tipos principales de fluxionalidad son prevalentes:
Caso 1: Cuando el valor de hapticidad es menor que el número de átomos de carbono sp2 disponibles, el metal puede migrar de carbono a carbono manteniendo la misma hapticidad neta. Por ejemplo, el ligando η1-C5H5 en (η5-C5H5)Fe(η1-C5H5)(CO)2 se reordena rápidamente en solución.
Caso 2: Cambios en la hapticidad total del ligando, como la reducción de [Ru(η6-C6Me6)2]2+ que resulta en [Ru(η6-C6Me6)(η4-C6Me6)].

## Aplicaciones
La hapticidad es fundamental en:
- Catálisis homogénea: Muchos catalizadores organometálicos requieren cambios en hapticidad durante el ciclo catalítico
- Química organometálica de superficie: Comprensión de la adsorción en superficies metálicas
- Diseño de materiales con propiedades electrónicas específicas
- Química bioinorgánica: Algunos metalocenos tienen aplicaciones biomédicas

## Técnicas de caracterización
La hapticidad se determina principalmente mediante:
- Cristalografía de rayos X: Proporciona información estructural directa
- RMN: Especialmente 1H y 13C RMN para seguir la fluxionalidad
- Espectroscopia infrarroja: Útil para ligandos carbonilo y otros grupos funcionales
- Difracción de neutrones: Para localizar átomos de hidrógeno con precisión